# Łotoszyny
Łotoszyny, dawniej także Łotoszyn – kolonia w Polsce położona w województwie lubelskim, w powiecie hrubieszowskim, w gminie Hrubieszów na południe od granic administracyjnych miasta Hrubieszowa. Kiedyś część wsi Pobereżany
W latach 1975–1998 miejscowość administracyjnie należała do województwa zamojskiego.
Wieś stanowi sołectwo gminy Hrubieszów.
Wierni Kościoła rzymskokatolickiego należą do parafii św. Jana Chrzciciela w Czerniczynie.